# Clinotarsus
Clinotarsus — рід земноводних родини Жаб'ячі ряду Безхвості. Має 2 види. Тривалий час як підрід був частиною роду Бура жаба. Лише у 2005 році відокремився у самостійний рід, а у 2008 році визначено його склад.

## Опис
Загальна довжина представників цього роду коливається від 5 до 12 см. Голова невелика. очі великі, трохи підняті догори. Зіниці округлі. Тулуб широкий. Уздовж боків або спини проходять складки піднятої шкіри. Особливістю є невеликі передні кінцівки. Задні лапи наділені розвинені плавальними перетинками. Забарвлення світлих або навіть яскравих кольорів: жовтого, помаранчевого (на спині), боки більш тьмяні, черево більш темне за спину.

## Спосіб життя
Полюбляють низовини, луки, болота, скреби. Зустрічаються на висоті 500–2000 м над рівнем моря. Активні вночі або у сутінках. Живляться безхребетними.
Це яйцекладні амфібії.

## Розповсюдження
Мешкають від Індії та Непалу до Таїланду.

## Види
- Clinotarsus alticola
- Clinotarsus curtipes